# 木南一志
木南 一志（きみなみ かずし、1959年（昭和34年）1月3日-）は、日本の実業家。新宮運送代表取締役。兵庫県トラック協会会長。運送業を中心として多彩な事業展開を行う。『S-DEC運動』という、4000日間の無事故無違反を推進する循環型の運動を実施。安全運転や環境行政に貢献した点が評価され、環境大臣賞ほか多くの受賞歴があるほか、オフィスで大量に発生する不要紙を効率的に処理し、トイレットペーパーに再生する「世直しREリサイクル」などの企業参加型のリサイクルシステム事業を確立した。

## 人物・経歴
父が始めた運送会社の二代目経営者として創業者の精神を継承しながらも独自の経営哲学で発展させ、「風を起こさない運転」を推進し、創業以来、死亡事故0を続けている。
1980年代後半に新宮運送の勤務をこなしながら独自に製品加工を請け負う株式会社兵庫物流を設立。経営は順調であったものの人事面での困難に直面。この時、イエローハットの創業者で、「日本を美しくする会」相談役の鍵山秀三郎の教えに出会い、鍵山の「掃除をしたら会社がよくなる」とする考えに共鳴し、毎日6時半から約2時間の会社周辺の清掃を始めるが、それをきっかけとして自身の経営理念の間違いに気付く。その後、「播磨掃除に学ぶ会」を有志で立ち上げる。
1992年、社内にて先代から続く安全運転への取り組みを強化、内部からの強い反対があったものの、月1回土曜日、全社員を休日出勤させて「CSミーティング」（安全講習会）を開催。安全教育を徹底させたり、1993年からは『S-DEC運動』（Safty pro Driver's Endless Challenge）と称する4000日間の無事故無違反を推進する循環型の運動を始める。その結果、同社では11年間にわたって休日や私生活での運転も含めて無事故・無違反を達成した社員が2013年4月時点で11名生まれた（2014年には13人、2017年には18人に増加）。こうした安全運転への取り組みは、エコドライブにも影響し、「エコドライブコンテスト」（環境省・環境再生保全機構主催）にて平成21年環境大臣賞、平成24年環境エコドライブ活動コンクール最優秀賞、2010年兵庫県大気環境保全連絡協議会主催の「あおぞら大賞」を受賞した。
2001年の大病をきっかけとして経営観が大きく変化。「益はなくとも意味はある」生き方に気づき、それまでは毎年、経営計画発表会を開き目標を数字化していたものを、私欲に走り人間性を損なうとして数字を追いかけることをやめる。一方で社外で講師を招き、人生や生き方を学ぶ勉強会である「養心の会 播磨」を主宰するに至る。
参加型のリサイクルシステム「世直しREサイクル」では、企業のオフィスから出る大量の不要紙を「世直しBOX」と呼ぶ専用箱で回収し、再生されたトイレットペーパーを排出企業自身が購入するシステムを作り上げた。また、乗務員のレベルを高める試みとして、いすゞと姫路市の網干自動車教習所との3者連携による教育システムを模索。デジタコデータを利用し機械的に初・中・上級に3区分、教習所での3区分の適性診断、会社では管理者による日常業務からドライバーを3段階で評価するという3重のチェック機能を発案した。

## 略歴
- 1959年（昭和34年） - 兵庫県にトラック運送業を営む家庭に生まれる[9]。
- 1970年（昭和45年） - 小学6年生時、松下幸之助の伝記『道は開ける』の感想文を書いて表彰され、それをきっかけに幸之助の本に親しむようになる[3][15]。
- 1981年（昭和56年） - 流通経済大学卒業後、大手運送会社に勤務[8][6]。
- 1984年（昭和59年） - 新宮運送に入社[10]。
- 1989年（平成元年） - 物流部門を別会社である兵庫物流に分離し社長に就任するが、年商の2倍の15億の借金を背負う[9][16]。経営は順調であったが、人事面での困難に直面。この時、イエローハットの創業者で、「日本を美しくする会」相談役の鍵山秀三郎の教えに出会う[10]。
- 1992年（平成4年） - 月1回土曜日、全社員を休日出勤させて「CSミーティング」（安全講習会）を開始[14]。
- 1993年（平成5年） - 『S-DEC運動』（Safty pro Driver's Endless Challenge）開始[14][5]。
- 2001年（平成13年） - 事業継承にかかるストレスよりスキルス胃ガンを発症[3][6][9]。入院中に鍵山秀三郎より贈られた中国の晏子の本の中の一節「益はなくとも意味はある」に強い衝撃を受ける[10]。
- 2002年（平成14年） - 県道で掃除をしていた最中にたった1台、風の起きないトラックに気付く。速度は出ているが、風圧が起きなかった。『これがプロだ』と感じ、この時木南の脳裏に「風を起こさない運転」のキーワードがひらめく[15]。
- 2006年（平成18年） - イエローストッパー365運動（歯止め徹底）開始[14][5][17]。
- 2008年（平成20年） - 環境省などが主催する「エコドライブコンテスト」に初参加で入賞[18]。
- 2009年（平成21年） - 「エコドライブコンテスト」（応募9377社）にて唯一の「環境大臣賞」を受賞[3][8][5][18][17]。
- 2010年（平成22年） - エコドライブ推進に力を入れたとして、兵庫県大気環境保全連絡協議会主催の「あおぞら大賞」を受賞[3]。
- 2010年（平成22年） - 9月、姫路市にて播磨で活躍する人を紹介するインタビュー講座「百人の哲学」で講演。「FM GENKI」にて放送[4][8]。
- 2012年（平成24年） - 「エコドライブコンテスト」平成24年環境エコドライブ活動コンクール最優秀賞[13][17]。
- 2013年（平成25年） - 企業家としてユニークな活動が『PHPビジネスレビュー松下幸之助塾』2013年7・8月号にて紹介される[3]。
- 2016年（平成28年） - 『S-DEC運動』の結果、会社が無事故、無違反、無トラブル 通算8000日2人達成するなど、安全確保で成果を上げる[19]。
- 2024年（令和6年）  - 兵庫県トラック協会会長に就任。[20]。

## メディア出演

### ラジオ
- 2010年9月25日「FM GENKI」[4]